# 阿纳托尔·亚伯拉罕
阿纳托尔·亚伯拉罕（法語：Anatole Abragam，1914年12月15日—2011年6月8日），法国物理学家，《核磁原理》的作者，对核磁共振领域做出了巨大的贡献。亚伯拉罕出生于俄罗斯帝国库尔兰省的陶格夫皮尔斯，1925年，他和他的家人移民到法国。

## 生平
在巴黎大学接受教育（1933-1936）之后，他参加了第二次世界大战。 二战结束后，他在高等电力学院继续学业， 随后在1950年获得了牛津大学的博士学位，导师是莫里斯·普赖斯。 1976年成为了牛津大学默顿学院，牛津大学莫德林学院，牛津大学耶稣学院的名誉院士。 1960年至1985年间，他担任法兰西公学院的教授。

### 奖项和荣誉
1982年，他被授予洛伦兹勋章。1974年，他当选为美国文理科学院外籍名誉院士。1983年，他当选为英国皇家学会外籍会士（ForMenRS）。

### 出版物
- Abragam, Anatole. . Clarendon Press. 1961: 599. OCLC 242700.
- Abragam A & Bleaney B. Electron paramagnetic resonance of transition ions. Oxford, England: Oxford University Press, 1970.[10]
- Abragam, Anatole.  [De la physique avant toute chose (title of the Fr. original)]. Oxford University Press. 1989. OCLC 18989324.